# Nuoto ai XVI Giochi paralimpici estivi - Donne 100 metri dorso
Le gare di nuoto 100 metri dorso donne ai XVI Giochi paralimpici estivi si sono svolte tra il 25 agosto e il 3 settembre 2021 presso il Tokyo Aquatics Centre. 

## Programma
Sono stati disputati 10 eventi, sette dei quali articolati in una serie di batterie di qualificazione in mattinata; la finale è stata disputata nel pomeriggio/sera del medesimo giorno.
| Evento | Data   | Data   | Data   | Data   | Data   | Data   | Data   | Data   | Data   | Data   | Data   | Data   | Data   | Data   | Data  | Data  | Data  | Data  | Data  | Data  |
| Evento | Mer 25 | Mer 25 | Gio 26 | Gio 26 | Ven 27 | Ven 27 | Sab 28 | Sab 28 | Dom 29 | Dom 29 | Lun 30 | Lun 30 | Mar 31 | Mar 31 | Mer 1 | Mer 1 | Gio 2 | Gio 2 | Ven 3 | Ven 3 |
| Evento | M      | P      | M      | P      | M      | P      | M      | P      | M      | P      | M      | P      | M      | P      | M     | P     | M     | P     | M     | P     |
| ------ | ------ | ------ | ------ | ------ | ------ | ------ | ------ | ------ | ------ | ------ | ------ | ------ | ------ | ------ | ----- | ----- | ----- | ----- | ----- | ----- |
| S2     | B      | F      |        |        |        |        |        |        |        |        |        |        |        |        |       |       |       |       |       |       |
| S6     |        |        |        |        |        |        |        |        |        |        |        |        |        |        |       |       |       |       | B     | F     |
| S7     |        |        |        |        |        |        |        |        |        |        |        | F      |        |        |       |       |       |       |       |       |
| S8     |        |        |        |        |        | F      |        |        |        |        |        |        |        |        |       |       |       |       |       |       |
| S9     |        |        |        |        |        |        |        |        |        |        | B      | F      |        |        |       |       |       |       |       |       |
| S10    |        |        |        |        |        |        |        |        |        |        |        |        |        |        |       |       | B     | F     |       |       |
| S11    |        |        |        |        |        |        | B      | F      |        |        |        |        |        |        |       |       |       |       |       |       |
| S12    |        |        |        |        |        | F      |        |        |        |        |        |        |        |        |       |       |       |       |       |       |
| S13    |        |        | B      | F      |        |        |        |        |        |        |        |        |        |        |       |       |       |       |       |       |
| S14    |        |        |        |        |        |        |        |        |        |        |        |        |        |        |       |       | B     | F     |       |       |

| M | mattina | P | Pomeriggio/sera |

| B | Batterie di qualificazione | F | Finale per medaglia d'oro |

## Risultati
Tutti i tempi sono espressi in secondi. Di fianco al nome dell'atleta, tra parentesi, è indicata la classificazione in cui apparteneva, qualora differente da quella della competizione.

### S2
| Pos. | Atleta               | Nazione   | Tempo   | Note |
| ---- | -------------------- | --------- | ------- | ---- |
|      | Yip Pin Xiu          | Singapore | 2:16,61 |      |
|      | Miyuki Yamada        | Giappone  | 2:26,18 |      |
|      | Fabiola Ramirez      | Messico   | 2:36,54 |      |
| 4    | Feng Yazhu           | Cina      | 2:37,04 |      |
| 5    | Veronika Medchainova | RPC       | 2:40,05 |      |
| 6    | Angela Procida       | Italia    | 2:43,58 |      |
| 7    | Zsanett Adámi        | Ungheria  | 3:11,88 |      |
| 8    | Elif Ildem (S1)      | Turchia   | 3:13,39 |      |

### S6
| Pos. | Atleta              | Nazione     | Tempo   | Note            |
| ---- | ------------------- | ----------- | ------- | --------------- |
|      | Elizabeth Marks     | Stati Uniti | 1:19,57 | Record mondiale |
|      | Jiang Yuyan         | Cina        | 1:20,65 | Record asiatico |
|      | Verena Schott       | Germania    | 1:21,16 | Record europeo  |
| 4    | Shelby Newkirk      | Canada      | 1:21,79 |                 |
| 5    | Song Lingling       | Cina        | 1:22,21 |                 |
| 6    | Yelyzaveta Mereshko | Ucraina     | 1:22,58 |                 |
| 7    | Anna Hontar         | Ucraina     | 1:24,14 |                 |
| 8    | Nora Meister        | Svizzera    | 1:24,52 |                 |

### S7
| Pos. | Atleta            | Nazione     | Tempo    | Note               |
| ---- | ----------------- | ----------- | -------- | ------------------ |
|      | Mallory Weggemann | Stati Uniti | 1:21.,27 | Record paralimpico |
|      | Danielle Dorris   | Canada      | 1:21.,91 |                    |
|      | Julia Gaffney     | Stati Uniti | 1:22.,02 |                    |
| 4    | McKenzie Coan     | Stati Uniti | 1:23.,10 |                    |
| 5    | Camille Bérubé    | Canada      | 1:25.,04 |                    |
| 6    | Erel Halevi       | Israele     | 1:40.,68 |                    |

### S8
| Pos. | Atleta                  | Nazione       | Tempo   | Note              |
| ---- | ----------------------- | ------------- | ------- | ----------------- |
|      | Tupou Neiufi            | Nuova Zelanda | 1:16,84 |                   |
|      | Kateryna Denysenko      | Ucraina       | 1:18,31 |                   |
|      | Jessica Long            | Stati Uniti   | 1:18,55 |                   |
| 4    | Xenia Francesca Palazzo | Italia        | 1:20,90 |                   |
| 5    | Mira Jeanne Maack       | Germania      | 1:22,77 |                   |
| 6    | Mariia Pavlova          | RPC           | 1:23,24 |                   |
| –    | Viktoriia Ishchiulova   | RPC           | –       | non ha gareggiato |

### S9
| Pos. | Atleta             | Nazione       | Tempo   | Note                |
| ---- | ------------------ | ------------- | ------- | ------------------- |
|      | Hannah Aspden      | Stati Uniti   | 1:09,22 | Record panamericano |
|      | Núria Marquès Soto | Spagna        | 1:10,26 |                     |
|      | Sophie Pascoe      | Nuova Zelanda | 1:11,15 |                     |
| 4    | Ellie Cole         | Australia     | 1:13,15 |                     |
| 5    | Elizabeth Smith    | Stati Uniti   | 1:14,24 |                     |
| 6    | Zsofia Konkoly     | Ungheria      | 1:14,38 |                     |
| 7    | Lina Watz          | Svezia        | 1:14,86 |                     |
| 8    | Stephanie Millward | Gran Bretagna | 1:15,49 |                     |

### S10
| Pos. | Atleta            | Nazione     | Tempo   | Note            |
| ---- | ----------------- | ----------- | ------- | --------------- |
|      | Bianka Pap        | Ungheria    | 1:06,70 |                 |
|      | Aurélie Rivard    | Canada      | 1:08,94 |                 |
|      | Lisa Kruger       | Paesi Bassi | 1:09,44 |                 |
| 4    | Jasmine Greenwood | Australia   | 1:10,34 |                 |
| 5    | Anaëlle Roulet    | Francia     | 1:10,83 |                 |
| 6    | Anastasiia Gontar | RPC         | 1:11,49 |                 |
| 7    | Zhang Meng        | Cina        | 1:12,63 | Record asiatico |
| 8    | Émeline Pierre    | Francia     | 1:13,52 |                 |

### S11
| Pos. | Atleta                | Nazione | Tempo   | Note            |
| ---- | --------------------- | ------- | ------- | --------------- |
|      | Cai Liwen             | Cina    | 1:13,46 | Record mondiale |
|      | Wang Xinyi            | Cina    | 1:13,71 |                 |
|      | Li Guizhi             | Cina    | 1:16,98 |                 |
| 4    | Anastasiia Shevchenko | RPC     | 1:20,00 |                 |
| 5    | Sofiia Polikarpova    | RPC     | 1:21,52 |                 |
| 6    | Maryna Piddubna       | Ucraina | 1:21,65 |                 |
| 7    | Kateryna Tkachuk      | Ucraina | 1:21,76 |                 |
| 8    | Martina Rabbolini     | Italia  | 1:24,34 |                 |

### S12
| Pos. | Atleta                        | Nazione       | Tempo   | Note                |
| ---- | ----------------------------- | ------------- | ------- | ------------------- |
|      | Hannah Russell                | Gran Bretagna | 1:08,44 |                     |
|      | Daria Pikalova                | RPC           | 1:08,76 |                     |
|      | Maria Carolina Gomes Santiago | Brasile       | 1:09,18 | Record panamericano |
| 4    | María Delgado                 | Spagna        | 1:12,83 |                     |
| 5    | Alessia Berra                 | Italia        | 1:14,33 |                     |
| 6    | Yaryna Matlo                  | Ucraina       | 1:16,25 |                     |
| 7    | Analuz Pellitero              | Argentina     | 1:17,78 |                     |
| 8    | Aliya Rakhimbekova            | Kazakistan    | 1:23,74 |                     |

### S13
| Pos. | Atleta                      | Nazione     | Tempo   | Note             |
| ---- | --------------------------- | ----------- | ------- | ---------------- |
|      | Gia Pergolini               | Stati Uniti | 1:04,64 | Record mondiale  |
|      | Carlotta Gilli              | Italia      | 1:06,10 |                  |
|      | Katja Dedekind              | Australia   | 1:06,49 | Record oceaniano |
| 4    | Anna Krivshina              | RPC         | 1:07,29 |                  |
| 5    | Shokhsanamkhon Toshpulatova | Uzbekistan  | 1:08,37 |                  |
| 6    | Róisín Ní Riain             | Irlanda     | 1:08,61 |                  |
| 7    | Nigorakhon Mirzokhidova     | Uzbekistan  | 1:09,85 |                  |
| 8    | Colleen Young               | Stati Uniti | 1:09,89 |                  |

### S14
| Pos. | Atleta                 | Nazione       | Tempo   | Note |
| ---- | ---------------------- | ------------- | ------- | ---- |
|      | Bethany Firth          | Gran Bretagna | 1:05,92 |      |
|      | Valeriia Shabalina     | RPC           | 1:06,85 |      |
|      | Jessica-Jane Applegate | Gran Bretagna | 1:07,93 |      |
| 4    | Madeleine McTernan     | Australia     | 1:09,82 |      |
| 5    | Ana Karolina Soares    | Brasile       | 1:11,29 |      |
| 6    | Chan Yui Lam           | Hong Kong     | 1:12,49 |      |
| 7    | Kasumi Fukui           | Giappone      | 1:12,58 |      |
| 8    | Ruby Storm             | Australia     | 1:15,38 |      |